# Raiffeisenbank Weißenburg-Gunzenhausen
Die Raiffeisenbank Weißenburg-Gunzenhausen war eine Genossenschaftsbank des Bayerischen Genossenschaftsverbandes mit Hauptstellen in Gunzenhausen (Marketing, Personalabteilung, Rechnungswesen, Controlling) und Weißenburg in Bayern (Bankzentrale). Ihr Geschäftsgebiet beschränkte sich im Wesentlichen auf das Gebiet des mittelfränkischen Landkreises Weißenburg-Gunzenhausen. 
Das Kreditinstitut hatte 26 Geschäftsstellen und sechs Selbstbedienungsfilialen in den fünf Marktbereichen Brombachsee, Altmühltal, Gunzenhausen, Hahnenkamm und Weißenburg-Jura. Die Raiffeisenbank Weißenburg-Gunzenhausen entstand am 8. September 2007 durch die Fusion der Raiffeisenbank Weißenburg und der Raiffeisenbank Gunzenhausen. 

## Geschichte
Eine der Vorgängerbanken, die durch verschiedene Fusionen integriert ist, war der Darlehenskassenverein Stopfenheim mit Dorsbrunn und Tiefenbach in Stopfenheim. Er wurde im Februar 1897 gegründet. Bei der Gründungsversammlung waren 15 Landwirte und Handwerker anwesend. Die Genossenschaft überstand die Zeit der beiden Weltkriege. 1923 wurde die Bilanz in Billionen ausgewiesen und nach der Währungsumstellung 1948 standen Verluste in den Jahresabschlüssen. Von 1946 bis 1982 war Theresia Bittner Rechnerin und anfangs Joseph Wachter Vorstandsvorsitzender, dem von 1950 bis 1973 Michael Krach folgte. 1952 änderte sich die Firmenbezeichnung in Raiffeisenkasse Stopfenheim, 1970 wurde ein neues Bankgebäude mit angeschlossenem Lagerhaus eingeweiht. Bei der Umrüstung der Bank auf elektronische Datenverarbeitung 1984 betrug die Bilanzsumme 16 Millionen Mark. 1999 erfolgte die Fusion mit der Raiffeisenbank Weißenburg und seit 2007 gehört Stopfenheim zu den Geschäftsstellen der Raiffeisenbank Weißenburg-Gunzenhausen.
Im Jahr 2023 fusionierte die Bank mit der VR-Bank Feuchtwangen-Dinkelsbühl eG und der Raiffeisenbank Heilsbronn-Windsbach eG zur VR Bank im südlichen Franken eG mit Sitz in Weißenburg i. Bay.